# Pakość (gmina)
Pakość – gmina miejsko-wiejska w Polsce położona w województwie kujawsko-pomorskim, w powiecie inowrocławskim. W latach 1975–1998 gmina administracyjnie należała do województwa bydgoskiego.
Siedzibą gminy jest Pakość.
Według danych z 30 czerwca 2004 gminę zamieszkiwało 9968 osób. Natomiast według danych z 31 grudnia 2017 roku gminę zamieszkiwało 9811 osób.
Według danych z 31 grudnia 2019 roku gminę zamieszkiwały 9793 osoby.

## Struktura powierzchni
Według danych z roku 2002 gmina Pakość ma obszar 86,29 km², w tym:
- użytki rolne: 77%
- użytki leśne: 20%

Gmina stanowi 7,04% powierzchni powiatu.

## Demografia

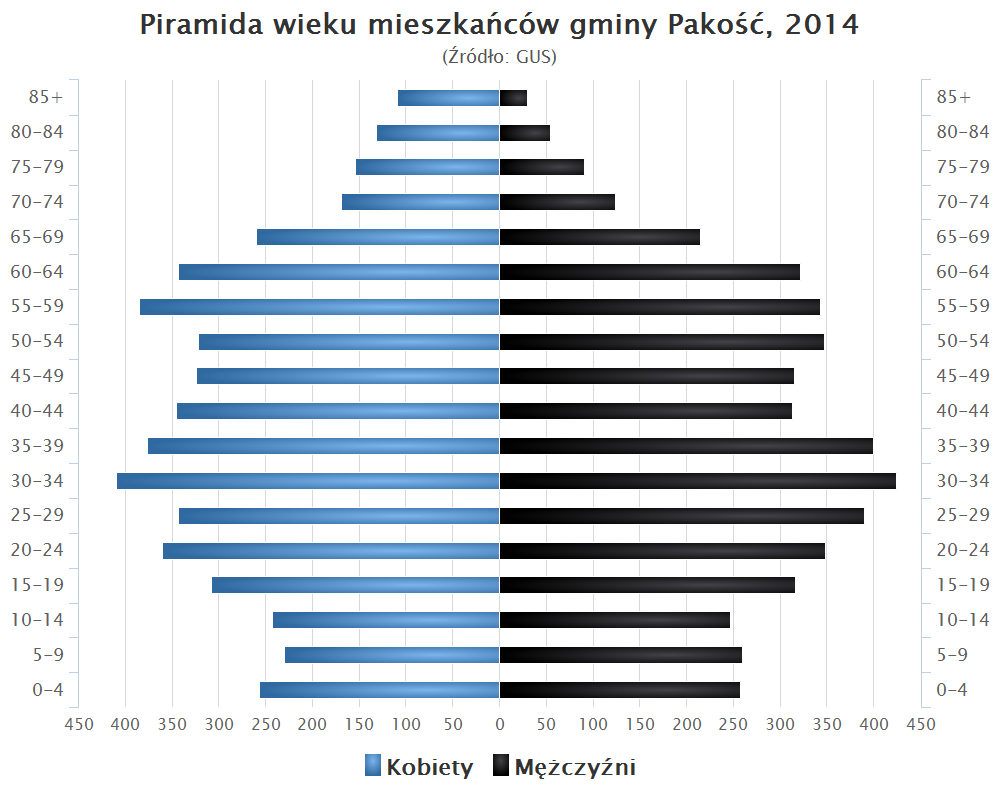
Piramida wieku mieszkańców gminy Pakość w 2014 roku

Dane z 30 czerwca 2004:
| Opis                              | Ogółem | Ogółem | Kobiety | Kobiety | Mężczyźni | Mężczyźni |
| --------------------------------- | ------ | ------ | ------- | ------- | --------- | --------- |
| Jednostka                         | osób   | %      | osób    | %       | osób      | %         |
| Populacja                         | 9968   | 100    | 5128    | 51,4    | 4840      | 48,6      |
| Gęstość zaludnienia [mieszk./km²] | 115,5  | 115,5  | 59,4    | 59,4    | 56,1      | 56,1      |

## Zabytki
Wykaz zarejestrowanych zabytków nieruchomych na terenie gminy:
- zespół dworski w Giebni, obejmujący: dwór z końca XIX w.; park z końca XIX w.; budynki gospodarcze z początku XX w., nr 114/A z 26.04.1984 roku
- zespół pałacowy z drugiej połowy XIX w. w Jankowie, obejmujący: pałac; park, nr A/238/2 z 20.05.1989 roku
- kościół parafii pod wezwaniem św. Małgorzaty z końca XII w. w Kościelcu, nr A/769 z 10.03.1931 roku
- zespół dworski z przełomu XIX/XX w. w Łącku, obejmujący: dwór; park, nr A/440/1-2 z 11.04.1995 roku
- dzielnica Starego Miasta z drugiej połowy XIV w. w Pakości, nr 367 z 17.09.1957 roku
- zespół klasztorny reformatów w Pakości, obejmujący: kościół parafii pod wezwaniem św. Bonawentury z 1637; klasztor, ob. plebania z lat 1631-1680, nr A/754/1-2 z 23.07.1970 roku
- zespół kalwarii z XVII-XIX w. w Pakości, obejmujący: 25 kaplic; klasztorek (plebania), nr A/865/1-26 z 26.06.1992 roku
- cmentarz parafii św. Bonawentury z 1827 w Pakości, nr A/236 z 07.03.1989 roku
- ratusz z 1908 roku przy ul. Rynek 4 w Pakości, nr A/818 z 21.01.1994 roku
- zespół pałacowy z początku XX w. w Węgierkach, obejmujący: pałac z lat 1904-1906; park, nr 154/A z 15.06.1985 roku.

## Sołectwa
Dziarnowo, Gorzany-Giebnia-Węgierce, Jankowo, Kościelec, Ludkowo-Mielno-Wojdal, Ludwiniec, Łącko, Radłowo, Rybitwy, Rycerzewo, Rycerzewko, Wielowieś.
Miejscowość bez statusu sołectwa: Leszczyce.

## Sąsiednie gminy
Barcin, Dąbrowa, Inowrocław (gmina wiejska), Inowrocław (miasto), Janikowo, Złotniki Kujawskie